# Werne
Werne település Németországban, azon belül Észak-Rajna-Vesztfália tartományban. Lakosainak száma 29 868 fő (2023. december 31.). Werne Nordkirchen, Ascheberg és Bergkamen községekkel határos.

## Népesség
A település népességének változása:
| Lakosok száma | 25 542 | 29 721 | 29 662 | 29 662 | 29 355 | 29 680 | 29 868 |
|               | 1975   | 2017   | 2018   | 2019   | 2021   | 2022   | 2023   |